# Herecká asociace
Herecká asociace (zkr. HA) je česká profesní odborová organizace výkonných umělců. Vznikla na ustavující valné hromadě v pražském Divadle na Vinohradech dne 11. února 1990. S rozdělením Československa přešla od roku 1993 slovenská část členské základny do vlastní korporace.

## Členství a vedení
Spoluzakladatelem a prvním prezidentem Herecké asociace byl Tomáš Töpfer. Dalších 14 let ji vedl Jan Teplý, kterého od května 2005 nahradil Václav Postránecký. Od října 2011 do května 2017 asociaci předsedal Jiří Hromada, který na funkci rezignoval ze zdravotních důvodů. V listopadu 2017 se stal prezidentem Ondřej Kepka.
V roce 2011 sdružovala přes devět set členů. Od počátku v jejím členstvu převažují činoherci, HA však deklaruje otevřenost všem druhům jevištního projevu, tj. také operním pěvcům, tanečníkům, mimům a muzikálovým umělcům.
Je členskou organizací Českomoravské konfederace odborových svazů. Je také jedním z kolektivních členů sdružení Intergram a má své zastoupení v jeho výboru.

## Činnost
Posláním asociace je především ochrana a prosazování:
- profesních práv a zájmů svých členů v pracovněprávní a sociální oblasti,
- práv v oblasti užití jejich uměleckých výkonů a
- jevištního dramatického umění jako jednoho ze základních atributů národního kulturního dědictví.

Mezi hlavní společenské aktivity asociace patří udílení cen v oblasti herectví:
- Ceny Thálie
- Ceny Františka Filipovského – Cena za celoživotní mistrovství v dabingu
- Novoměstský hrnec smíchu – Cena za mimořádný herecký výkon ve filmových a televizních komediích
- Senior Prix – ocenění za celoživotní uměleckou práci herců a hereček ve věku nad 70 let
- Cena absolutnímu vítězi v diváckých soutěží českých divadel (od r. 2013)[12]
- Studentská Thálie – ocenění začínajícím umělcům (od r. 2013)[13][14]
- Prix Bohemia Rádio – Cena za herecký výkon v rozhlasové hře (od r. 2013)[15]